# Lobobunaea rexnoctuae
Lobobunaea rexnoctuae är en fjärilsart som beskrevs av Stoneham 1962. Lobobunaea rexnoctuae ingår i släktet Lobobunaea och familjen påfågelsspinnare. Inga underarter finns listade i Catalogue of Life.